# ورکاده
ورکاده ، روستایی است از توابع بخش مرکزی شهرستان آمل در استان مازندران ایران.

## افراد سرشناس
۱- محمدرضا اکبری تحصیلکرده دانشگاه خواجه نصیر طوسی و ازنخبگان علم نانو الکترونیک و از پایه گزاران صنعت سلولزی درکشور

## جمعیت
این روستا در دهستان پایین‌خیابان لیتکوه قرار داشته و براساس آخرین سرشماری مرکز آمار ایران که در سال ۱۳۸۵ صورت گرفته، جمعیت آن۹۷۴ نفر (۲۱۴ خانوار) بوده‌است.